# Tiger Hu Chen
Tiger Hu Chen (cinese semplificato: 陈虎; cinese tradizionale: 陳虎; pinyin: Chén Hǔ) (Chengdu, 3 marzo 1975) è un artista marziale e attore cinese.
Allievo di Yuen Wo Ping e maestro di Keanu Reeves, Tiger Chen ha fatto anche da controfigura a Uma Thurman.

## Biografia

### Primi anni
Tiger Chen nasce il 3 marzo 1975 a Chengdu nella provincia di Sichuan, dove studia Kung Fu. All'età di 18 anni entra a far parte della Sichuan Wushu Team. Successivamente vince il National Youth Martial Arts Competition.
A 19 anni Tiger si trasferisce negli Stati Uniti, vivendo in una piccola baracca di legno e studiando Jeet Kune Do, Jujitsu e Karate. Rimembrando quel difficile periodo Tiger dichiarerà: "In Cina, almeno si può praticare il Kung Fu e partecipare a tornei di arti marziali, ma negli Stati Uniti vi troverete a passare la maggior parte del tempo a lavare i piatti e fare il facchino". Tiger divenne studente di Yuen Wo Ping nei primi anni 2000.

### Carriera cinematografica
Nel 1998 Tiger debutta nel mondo del cinema come assistente coreografo di Yuen Wo Ping in Matrix, celebre film fantascientifico che vede come protagonisti attori del calibro di Keanu Reeves, Laurence Fishburne, Carrie-Anne Moss, Hugo Weaving, e Joe Pantoliano. Sul set ha avuto modo di diventare grande amico di Keanu Reeves.
Nello stesso periodo, Tiger è il coreografo delle scene di lotta in Charlie's Angels, Once in the Life e Kill Bill: Volume 1.
Tiger in seguito prese parte, nel piccolo ruolo di uno degli scagnozzi del Merovingio, a Matrix Reloaded, seconda pellicola della saga. Nel 2005 recita in House of Fury assieme a Anthony Perry, Gillian Chung, Stephen Fung e Charlene Choi. Nel 2012 arriva il primo ruolo da protagonista in Kung Fu Man, assieme a Vanessa Branch e Jiang Mengjie.
Dopo aver preso parte a numerose altre pellicole, sempre recitando in ruoli minori, il 2013 è l'anno del film, ad ora più importante, che ha fatto conoscere Tiger al grande pubblico: Man of Tai Chi, che vede il debutto alla regia del suo amico ed allievo Keanu Reeves. Pellicola in cui compaiono anche Karen Mok e Simon Yam

## Filmografia

### Cinema

#### Attore
- 20/20 Target Criminale (Once in the Life), regia di Laurence Fishburne (2000)
- Jing mo gaa ting, regia di Stephen Fung (2005)
- Kung Fu Man, regia di Ying Ning e Cheung-Yan Yuen (2012)
- Man of Tai Chi, regia di Keanu Reeves (2013)
- Il monaco che scese dalla montagna (Dao shi xia shan), regia di Chen Kaige (2015)
- Kung Fu Traveler, regia di Xian Feng Zhang (2017)
- PASKAL (Paskal: The Movie), regia di Adrian Teh (2018)
- Triple Threat - Tripla minaccia (Triple Threat), regia di Jesse V. Johnson (2019)
- John Wick 3 - Parabellum (John Wick: Chapter 3 - Parabellum), regia di Chad Stahelski (2019)

#### Attore e regista
- Kung Fu Traveler 2 (2017)

## Premi
- Campione della National Youth Martial Arts Competition
- Campione della San Francisco International Martial Arts Tournament
- Campione della National Karate (uomini -60 kg)
- World Stunt Awards nominations for Matrix 2[3]